# Oithona wellershausi
Oithona wellershausi is een eenoogkreeftjessoort uit de familie van de Oithonidae. De wetenschappelijke naam van de soort is voor het eerst geldig gepubliceerd in 1982 door Ferrari F.D..